# Alexander Dmitrijewitsch Dubjago
Alexander Dmitrijewitsch Dubjago (russisch Александр Дмитриевич Дубяго, in englischer Transliteration Alexander Dmitriyevich Dubyago; * 5. Dezemberjul. / 18. Dezember 1903greg. in Kasan; † 29. Oktober 1959 ebenda) war ein sowjetischer Astronom.

## Leben
Alexander Dmitrijewitsch Dubjago wurde am 18. Dezember 1903 als Sohn des bekannten Astronomen Dmitri Iwanowitsch Dubjago, Direktor der Kasaner Universität sowie der Universitätssternwarte und der Engelhardt-Sternwarte, in Kasan geboren. Durch seinen Vater war sein Interesse an der Astronomie bereits im Kindesalter geweckt. Schon als Vierzehnjähriger soll er, wenn auch nicht als erster, so doch unabhängig, die Nova Aquilae entdeckt haben. Im Alter von siebzehn Jahren wurde er durch seine Entdeckung des Kometen C/1921 H1 (Dubiago) vom 24. April 1921 international bekannt. Am 14. Oktober 1923 entdeckte er einen weiteren Kometen, doch wie sich später herausstellte, war ihm Arturo Bernard zuvorgekommen, so dass dieser Komet heute C/1923 T1 (Dubiago-Bernard) heißt.
Noch als Student veröffentlichte er eine Arbeit über die Wiederkehr des d'Arrest-Kometen unter Berücksichtigung der Bahnbeeinflussung durch Jupiter. Nach seinem Studium, das er 1925 an der Kasaner Universität abschloss, arbeitete er als Assistent am astronomischen Lehrstuhl. Sein Interesse galt nach wie vor den Kometen, er befasste sich unter anderem mit den Bahnelementen von 12P/Pons-Brooks.
Am 15. Juli 1931 wurde Dubjago wegen eines frei erfundenen Vorwurfs der Beteiligung an einer konterrevolutionären Verschwörung festgenommen und für 11 Monate inhaftiert. Anschließend wurde er allerdings vollständig rehabilitiert und konnte weiter seiner Arbeit nachgehen.
Dubjago beschäftigte sich weiter mit Kometen, darunter 33P/Daniel, 61P/Shajn-Schaldach oder 38P/Stephan-Oterma. Er berechnete Bahnstörungen, die durch das Ausströmen von gasförmigem und festem Material des Kometen zustande kommen. Ferner publizierte er, zum Teil zusammen mit Dmitri Jakowlewitsch Martynow, zu veränderlichen Sternen und Asteroiden.
Ab 1934 unterrichtete er als Dozent an der Kasaner Universität und ab 1941, nach Erhalt seines Doktortitels, als Professor für Astronomie. Er unterrichtete zusätzlich Geodäsie und Gravimetrie und an der mathematisch-physikalischen Fakultät auch theoretische Astronomie.
1943 wurde er Mitglied des Instituts für Geophysik der sowjetischen Akademie der Wissenschaften, 1948 Mitglied der Internationalen Astronomischen Union.
1949 erschien sein Buch Определение орбит (Orbitbestimmungen), das später auch ins Englische übersetzt wurde. Von August 1954 bis Oktober 1958 war er Direktor der Engelhardt-Sternwarte und arbeitete an einem wissenschaftlichen Kommentar zu den gesammelten Werken von Lobatschewski, konnte dies aber wegen einer schweren Erkrankung nicht mehr vollenden. Alexander Dmitrijewitsch Dubjago starb nach langer und schwerer Krankheit am 29. Oktober 1959 im Alter von 55 Jahren und wurde auf dem Friedhof am Engelhardt-Observatorium beigesetzt, wo sich auch das Grab seines Vaters befindet. Er hatte zwei Kinder, einen Sohn Wladimir und eine Tochter Inga, die ebenfalls Astronomin wurde.

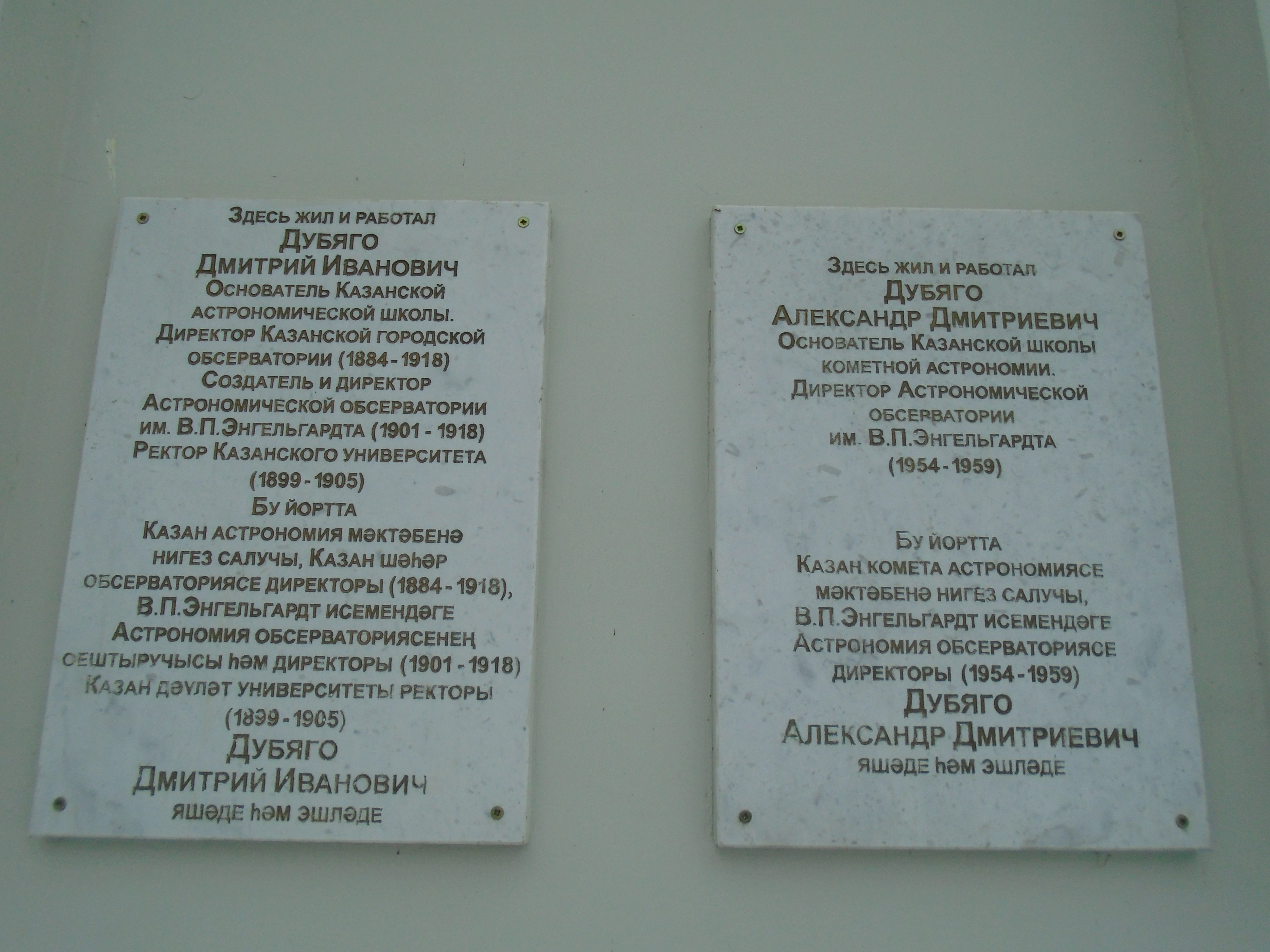
Gedenkplaketten an der Kasaner Universität

## Ehrungen
- Für die Entdeckung des Kometen C/1921 H1 (Dubiago) erhielt Alexander Dmitrijewitsch Dubjago 1921 die Donohoe-Medaille, die zunächst fälschlicherweise seinem verstorbenen Vater zuerkannt worden war.[12] Für die Entdeckung des Kometen Dubiago-Bernard wurde ihm 1923 erneut die Donohoe-Medaille verliehen.[13]
- Der 1930 entdeckte Asteroid (1167) Dubiago ist nach Alexander Dmitrijewitsch Dubjago benannt.[1]
- Am Gebäude der Kasaner Universität in der Kremliowkaja Straße 18 sind Gedenkplaketten für Alexander Dmitrijewitsch Dubjago (im Bild rechts) und seinen Vater Dmitri Iwanowitsch Dubjago (im Bild links) angebracht. Der obere russische Text der rechten Tafel besagt: Hier lebte und arbeitete Alexander Dmitrijewitsch Dubjago, Begründer der Kasaner Schule der Komentenastronomie, Direktor des Engelhardt-Observatoriums (1954–1959). Darunter eine Wiedergabe des Textes in tatarischer Sprache.
- Im Jahre 1964 benannte die Internationale Astronomische Union den Mondkrater Dubyago offiziell nach Alexander Dmitrijewitsch Dubjago und nach seinem Vater Dmitri Iwanowitsch Dubjago.[14]